# Estero Camisas
Estero Camisas är ett vattendrag i Chile.   Det ligger i regionen Región de Coquimbo, i den centrala delen av landet, 190 km norr om huvudstaden Santiago de Chile.
Omgivningarna runt Estero Camisas är i huvudsak ett öppet busklandskap. Runt Estero Camisas är det glesbefolkat, med 12 invånare per kvadratkilometer.